# David Megas Komnenos (keizer)
David Megas Komnenos (Grieks: Δαβίδ Μέγας Κομνηνός/Dabid Megas Komnēnos) (± 1408 - Adrianopel, 1 november 1463) was van 1459 tot 1461 de laatste keizer van Trebizonde.
De relaties tussen het oosters-orthodoxe Trebizonde en de moslims waren in het algemeen vriendschappelijk, maar na de Turkse verovering van Constantinopel in 1453 promootte David een alliantie tussen de niet-Ottomaanse Aziatische staten tegen sultan Mehmet II. In 1461 dwong Mehmet II de keizer tot overgave en een paar jaar later executeerde de sultan David, samen met alle (op een na) mannelijke erfgenamen van de Komnenen en werd Trebizonde definitief ingelijfd bij het Ottomaanse Rijk.
Alexios I ·
Andronikos I ·
Johannes I ·
Manuel I ·
Andronikos II ·
Georgios ·
Johannes II ·
Theodora ·
Johannes II ·
Alexios II ·
Andronikos III ·
Manuel II ·
Basileios ·
Irene ·
Anna ·
Michaël ·
Anna ·
Johannes III ·
Michaël ·
Alexios III ·
Manuel III ·
Alexios IV ·
Johannes IV ·
David